# Zeugitas
Los zeugitas (en griego antiguo: ζευγῖται, romanizado: zeugîtai) eran miembros del tercer censo creado con las reformas constitucionales que Solón introdujo en Atenas. Se ignora si se los llamaba así porque podían mantener una yunta de bueyes zeugotrophoûntes - Antonio Tovar traduce el término por "labradores de un par" (Aristóteles, Constitución de los atenienses, 7, 3) - o por el modo cerrado que tenían de luchar, como si estuviesen "unidos por un yugo" (zygón) en la falange. Debían costear sus armaduras por sí mismos y poder mantener un escudero al salir de campaña.
Según Aristóteles, en la época de las reformas de Solón quienes tenían una renta de 200 medimnos entre áridos y líquidos podían considerarse Zeugitas, y recibieron el derecho de mantener una serie de cargos políticos menores. Tenían derecho a voto en la Asamblea y en el tribunal de los Heliastas. Su estatus social fue incrementándose a lo largo de los años, y en 458 a. C./457 a. C. recibieron el derecho a ocupar el de  arcontado. A finales del siglo V  a. C. los oligarcas moderados defendieron la creación de una oligarquía en la que estuviesen involucrados todos los hombres con rango de hoplita o superior. Es más, ese régimen se llegó a implantar brevemente tras el golpe de Estado ateniense de 411 a.  C.
Después del siglo IV a. C. el nombre de "zeugitas" es reemplazado por el de hópla parechómenoi.